# Dracoderes orientalis
Dracoderes orientalis är en djurart som tillhör fylumet pansarmaskar och som beskrevs av Andrej V. Adrianov 1999.
Dracoderes orientalis ingår i släktet Dracoderes och familjen Dracoderidae. Inga underarter finns listade i Catalogue of Life.